# Maliattha
Maliattha är ett släkte av fjärilar. Maliattha ingår i familjen nattflyn.

## Dottertaxa tillMaliattha, i alfabetisk ordning[1]
- Maliattha albofusca
- Maliattha amorpha
- Maliattha angustifascia
- Maliattha angustitaenia
- Maliattha arefacta
- Maliattha baetica
- Maliattha basalis
- Maliattha basitincta
- Maliattha bella
- Maliattha bicolor
- Maliattha bilineata
- Maliattha brillians
- Maliattha chionozona
- Maliattha comes
- Maliattha commersoni
- Maliattha curvilinea
- Maliattha dubiefi
- Maliattha erecta
- Maliattha euryzona
- Maliattha ferrugina
- Maliattha fervens
- Maliattha freda
- Maliattha fuliginosa
- Maliattha furcata
- Maliattha fuscimima
- Maliattha fuscitincta
- Maliattha guttifera
- Maliattha inaequifascia
- Maliattha inconcisa
- Maliattha inconcisoides
- Maliattha interrupta
- Maliattha khasiana
- Maliattha lacteata
- Maliattha latifasciata
- Maliattha lativitta
- Maliattha lemur
- Maliattha mabenora
- Maliattha marginalis
- Maliattha melaleuca
- Maliattha melanesiensis
- Maliattha ocellata
- Maliattha opposita
- Maliattha perrieri
- Maliattha phaeozona
- Maliattha picata
- Maliattha plumbata
- Maliattha plumbitincta
- Maliattha pratti
- Maliattha pulverosa
- Maliattha quadripartita
- Maliattha rectilinea
- Maliattha renalis
- Maliattha ritsemae
- Maliattha rufigrisea
- Maliattha ruptifascia
- Maliattha separata
- Maliattha sexpartita
- Maliattha signifera
- Maliattha sogai
- Maliattha stolasa
- Maliattha subcrocea
- Maliattha subfixa
- Maliattha subterminalis
- Maliattha tegulata
- Maliattha thermozona
- Maliattha toulgoeti
- Maliattha tsaratanana
- Maliattha umbrina
- Maliattha vialana
- Maliattha vialis
- Maliattha vitiensis